# Suji-myeon
Suji-myeon (koreanska: 수지면) är en socken i den södra delen av Sydkorea. Den ligger i kommunen Namwon i provinsen Norra Jeolla, 250 km söder om huvudstaden Seoul.